# Fondo Kissner
Il fondo Kissner è una collezione di libri antichi e rari conservata nella Biblioteca della Camera dei deputati.

## Descrizione
Il fondo Kissner contiene volumi, opere miscellanee e raccolte di incisioni aventi ad oggetto la città di Roma. Si compone di 1736 edizioni, per un totale di circa 2000 opere schedate, pubblicate tra il XVI e il XIX secolo e provenienti dalla raccolta privata di Franklin H. Kissner, industriale e bibliofilo americano (1909-1988), che contava in origine oltre 4000 volumi. Il fondo comprende soprattutto guide, trattati di topografia e vedute della città, con poco meno di duecento cinquecentine, un importante nucleo di edizioni del ‘600 (429), del ‘700 (729) e un discreto numero di volumi dei primi anni dell’800 (382). Costituisce una delle più importanti collezioni omogenee di edizioni antiche sulla città di Roma.

## Origine
Il fondo Kissner è stato acquisito dalla Biblioteca della Camera ad un’asta della fine del 1990, sul solco di un antico interesse per le opere riguardanti Roma, testimoniato dai cataloghi metodici utilizzati in Biblioteca fin dalla metà dell’Ottocento a cui lavorarono Leonardo Fea, Attilio Brunialti e Pietro Fea e poi dalla minuziosa griglia di classificazione riservata alla città all’interno del Catalogo metodico a fogli mobili redatto, sotto la guida di Pietro Fea, tra il 1894 e il 1906. All’acquisto del fondo ha contribuito anche la Tipografia Colombo.
Un catalogo a stampa del fondo è stato pubblicato in prossimità dell’acquisizione. Le incisioni e i volumi più prestigiosi vengono periodicamente esposti in mostre tematiche. Si segnala, in particolare, la mostra Memorie inglesi del Grand Tour allestita nel 2007, della quale è stato pubblicato un catalogo.